# جنارو ساردو
جنارو ساردو (انگلیسی: Gennaro Sardo؛ زادهٔ ۸ مهٔ ۱۹۷۹) بازیکن فوتبال اهل ایتالیا است.
از باشگاه‌هایی که در آن بازی کرده‌است می‌توان به باشگاه فوتبال اینتر میلان، باشگاه فوتبال کیه‌وو ورونا، باشگاه فوتبال سالرنیتانا، باشگاه فوتبال پیاچنزا، باشگاه فوتبال کاتانیا، باشگاه فوتبال چزنا، و باشگاه فوتبال آولینو اشاره کرد.